# فاني وارد
فاني وارد (بالإنجليزية: Fannie Ward)‏ هي ممثلة أمريكية، ولدت في 22 فبراير 1872 في سانت لويس في الولايات المتحدة، وتوفيت في 27 يناير 1952 في نيويورك في الولايات المتحدة بسبب سكتة.

## معرض صور

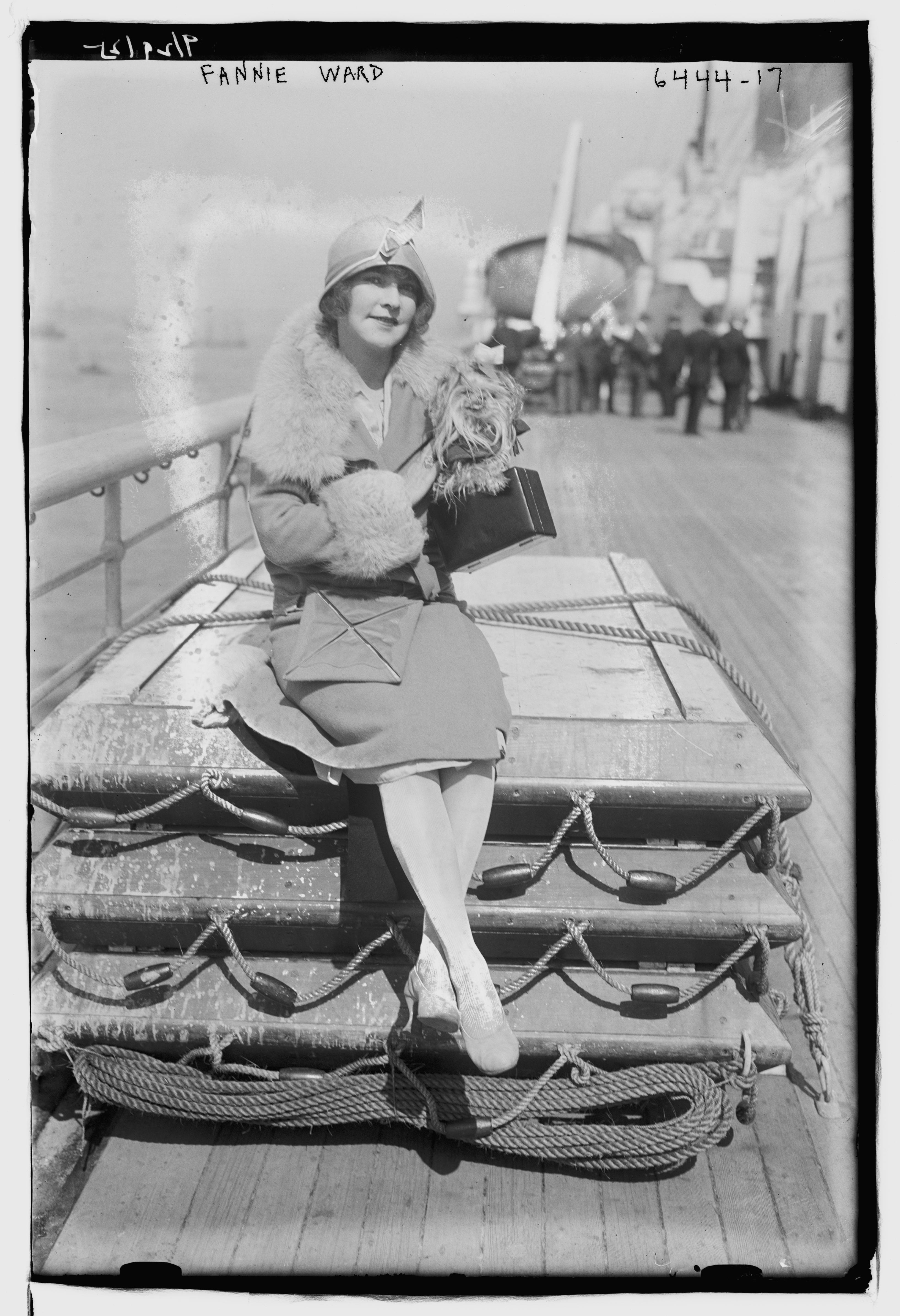
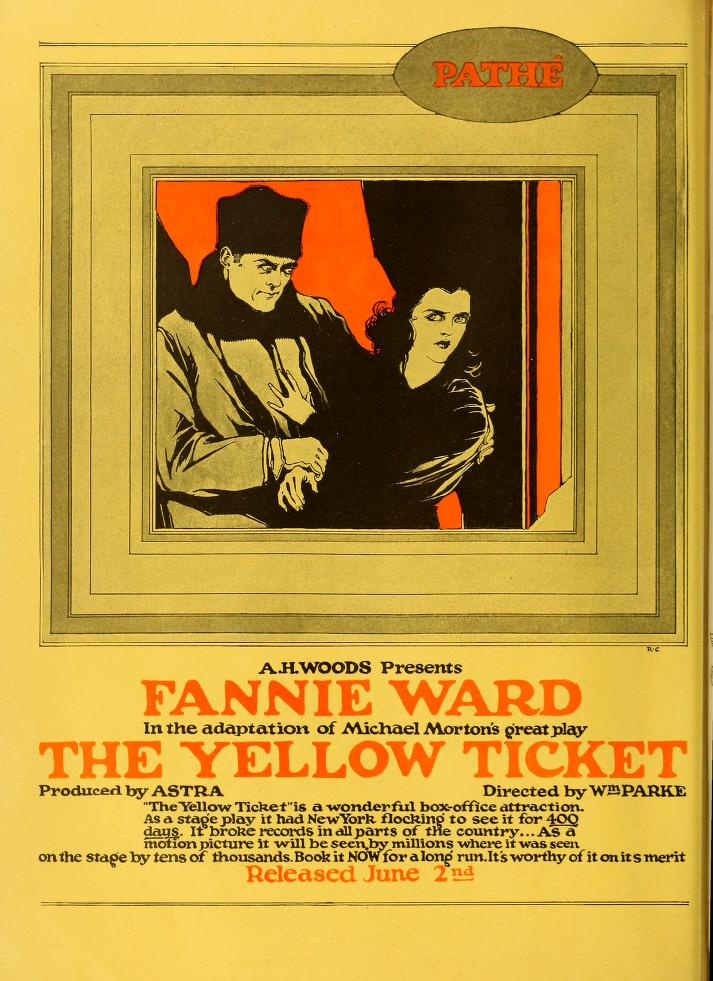
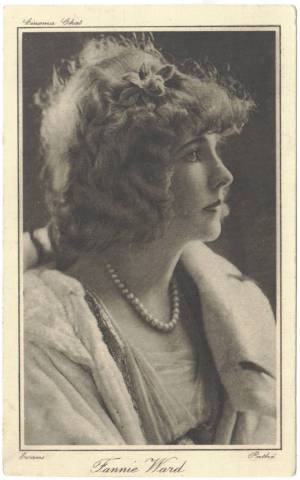
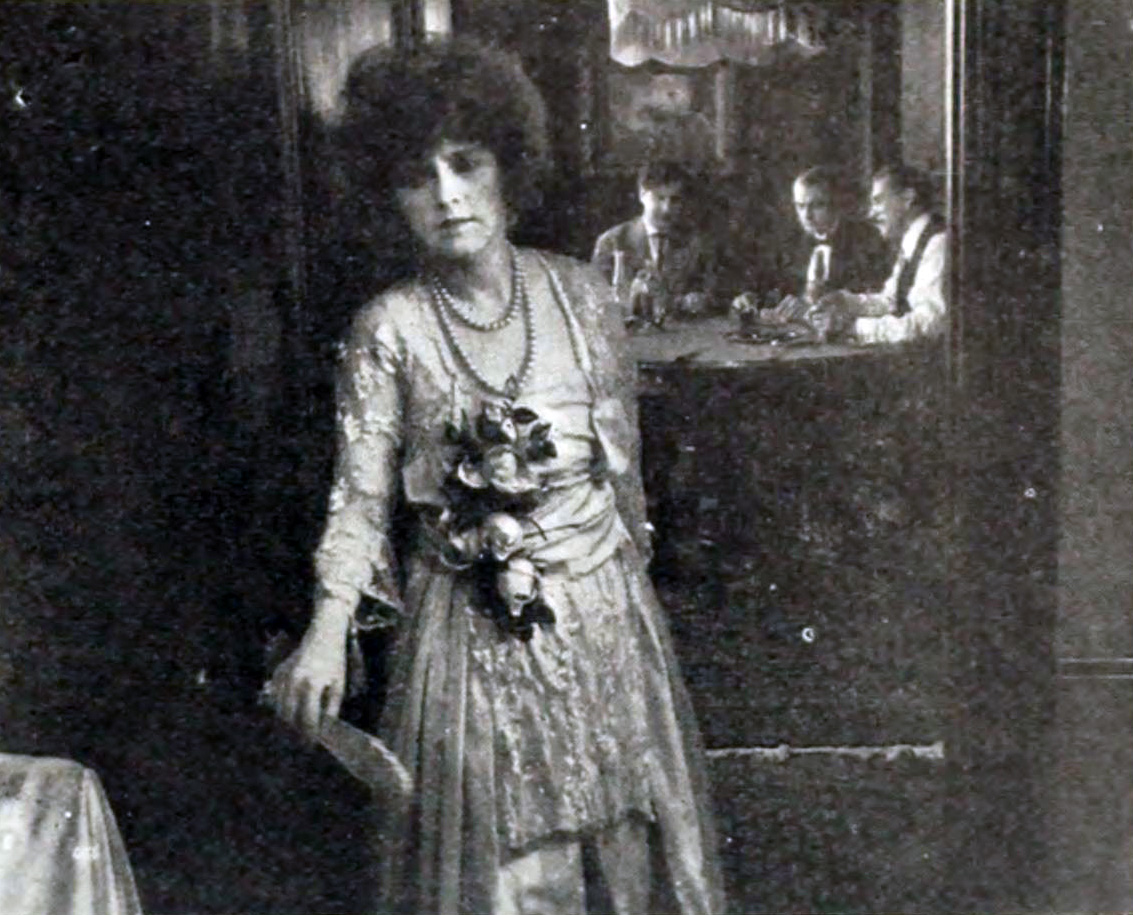

## وصلات خارجية
- فاني وارد على موقع IMDb (الإنجليزية)
- فاني وارد على موقع أول موفي (الإنجليزية)
- فاني وارد على موقع قاعدة بيانات برودواي على الإنترنت (الإنجليزية)
- فاني وارد على موقع قاعدة بيانات الأفلام السويدية (السويدية)
- فاني وارد على موقع قاعدة بيانات الفيلم (الإنجليزية)
- فاني وارد على موقع كينوبويسك (الروسية)